# Eastbourne International 2023
Eastbourne International 2023 (còn được biết đến với Rothesay International Eastbourne vì lý do tài trợ) là một giải quần vợt nam và nữ thi đấu trên mặt sân cỏ ngoài trời. Đây là lần thứ 48 (nữ) và lần thứ 12 (nam) giải đấu được tổ chức. Giải đấu là một phần của WTA 500 trong WTA Tour 2023 và ATP Tour 250 trong ATP Tour 2023. Giải đấu diễn ra tại Devonshire Park Lawn Tennis Club ở Eastbourne, Vương quốc Liên hiệp Anh và Bắc Ireland từ ngày 26 tháng 6 đến ngày 1 tháng 7 năm 2023.

## Điểm và tiền thưởng

### Phân phối điểm
| Sự kiện | VĐ  | CK  | BK  | TK  | Vòng 1/16 | Vòng 1/32 | Q  | Q2 | Q1 |
| Đơn nam | 250 | 150 | 90  | 45  | 20        | 0         | 12 | 6  | 0  |
| Đôi nam | 250 | 150 | 90  | 45  | 0         | —         | —  | —  | —  |
| Đơn nữ  | 470 | 305 | 185 | 100 | 55        | 1         | 25 | 13 | 1  |
| Đôi nữ  | 470 | 305 | 185 | 100 | 1         | —         | —  | —  | —  |

### Tiền thưởng
| Sự kiện  | VĐ       | CK      | BK      | TK      | Vòng 1/16 | Vòng 1/32 | Q2     | Q1     |
| Đơn nam  | €110,070 | €64,205 | €37,750 | €21,870 | €12,700   | €7,760    | €3,880 | €2,120 |
| Đôi nam* | €38,250  | €20,460 | €12,000 | €6,700  | €3,950    | —         | —      | —      |
| Đơn nữ   |          |         |         |         |           |           |        |        |
| Đôi nữ*  |          |         |         |         |           | —         | —      | —      |

*mỗi đội

## Nội dung đơn ATP

### Hạt giống
| Quốc gia | Tay vợt                 | Xếp hạng1 | Hạt giống |
| -------- | ----------------------- | --------- | --------- |
| USA      | Taylor Fritz            | 8         | 1         |
| USA      | Tommy Paul              | 15        | 2         |
| AUS      | Alex de Minaur          | 18        | 3         |
| ARG      | Francisco Cerúndolo     | 19        | 4         |
| CHI      | Nicolás Jarry           | 28        | 5         |
| ARG      | Tomás Martín Etcheverry | 30        | 6         |
| ITA      | Lorenzo Sonego          | 39        | 7         |
| SRB      | Miomir Kecmanović       | 40        | 8         |
| NED      | Botic van de Zandschulp | 41        | 9         |

- 1 Bảng xếp hạng vào ngày 19 tháng 6 năm 2023.[3]

### Vận động viên khác
Đặc cách:
- Liam Broady
- George Loffhagen
- Ryan Peniston

Vượt qua vòng loại:
- Daniel Elahi Galán
- Marc-Andrea Hüsler
- Luca Van Assche
- Aleksandar Vukic

Thua cuộc may mắn:
- Jan Choinski

### Rút lui
- Alex de Minaur → thay thế bởi  Jan Choinski
- Grigor Dimitrov → thay thế bởi  Nuno Borges
- Jack Draper → thay thế bởi  Grégoire Barrère
- Yoshihito Nishioka → thay thế bởi  Mackenzie McDonald

## Nội dung đôi ATP

### Hạt giống
| Quốc gia | Tay vợt       | Quốc gia | Tay vợt         | Xếp hạng1 | Hạt giống |
| -------- | ------------- | -------- | --------------- | --------- | --------- |
| CRO      | Ivan Dodig    | USA      | Austin Krajicek | 8         | 1         |
| USA      | Rajeev Ram    | GBR      | Joe Salisbury   | 10        | 2         |
| MON      | Hugo Nys      | POL      | Jan Zieliński   | 19        | 3         |
| CRO      | Nikola Mektić | CRO      | Mate Pavić      | 34        | 4         |

- 1 Bảng xếp hạng vào ngày 19 tháng 6 năm 2023.

### Vận động viên khác
Đặc cách:
- Liam Broady /  Jonny O'Mara
- Julian Cash /  Luke Johnson

### Rút lui
- Marcelo Arévalo /  Jean-Julien Rojer → thay thế bởi  Robert Galloway /  Miguel Ángel Reyes-Varela
- Rohan Bopanna /  Matthew Ebden → thay thế bởi  Matthew Ebden /  John-Patrick Smith
- Wesley Koolhof /  Neal Skupski → thay thế bởi  André Göransson /  Ben McLachlan

## Nội dung đơn WTA

### Hạt giống
| Quốc gia | Tay vợt             | Xếp hạng1 | Hạt giống |
| -------- | ------------------- | --------- | --------- |
| KAZ      | Elena Rybakina      | 3         | 1         |
| FRA      | Caroline Garcia     | 4         | 2         |
| USA      | Jessica Pegula      | 5         | 3         |
| TUN      | Ons Jabeur          | 6         | 4         |
| USA      | Coco Gauff          | 7         | 5         |
| GRE      | Maria Sakkari       | 8         | 6         |
| CZE      | Petra Kvitová       | 9         | 7         |
| BRA      | Beatriz Haddad Maia | 10        | 8         |
|          | Daria Kasatkina     | 11        | 9         |
| CZE      | Barbora Krejčíková  | 12        | 10        |

- 1 Bảng xếp hạng vào ngày 19 tháng 6 năm 2022.[4]

### Vận động viên khác
Đặc cách:
- Katie Boulter
- Harriet Dart
- Caroline Garcia

Bảo toàn thứ hạng:
- Markéta Vondroušová

Vượt qua vòng loại:
- Ana Bogdan
- Madison Brengle
- Lauren Davis
- Camila Osorio
- Jasmine Paolini
- Wang Xiyu

Thua cuộc may mắn:
- Jodie Burrage
- Linda Fruhvirtová
- Rebecca Marino
- Petra Martić
- Tereza Martincová
- Barbora Strýcová
- Heather Watson

### Rút lui
- Paula Badosa → thay thế bởi  Marie Bouzková
- Barbora Krejčiková → thay thế bởi  Rebecca Marino
- Petra Kvitová → thay thế bởi  Barbora Strýcová
- Magda Linette → thay thế bởi  Shelby Rogers
- Anastasia Potapova → thay thế bởi  Heather Watson
- Elena Rybakina → thay thế bởi  Petra Martić
- Maria Sakkari → thay thế bởi  Tereza Martincová
- Markéta Vondroušová → thay thế bởi  Jodie Burrage

## Nội dung đôi WTA

### Hạt giống
| Quốc gia | Tay vợt                  | Quốc gia | Tay vợt          | Xếp hạng1 | Hạt giống |
| -------- | ------------------------ | -------- | ---------------- | --------- | --------- |
| USA      | Coco Gauff               | USA      | Jessica Pegula   | 7         | 1         |
| USA      | Nicole Melichar-Martinez | AUS      | Ellen Perez      | 17        | 2         |
| USA      | Desirae Krawczyk         | NED      | Demi Schuurs     | 24        | 3         |
| UKR      | Lyudmyla Kichenok        | LAT      | Jeļena Ostapenko | 31        | 4         |

- 1 Bảng xếp hạng vào ngày 19 tháng 6 năm 2023.

### Vận động viên khác
Đặc cách:
- Harriet Dart /  Heather Watson
- Tereza Martincová /  Barbora Strýcová

## Nhà vô địch

### Đơn nam
- Francisco Cerúndolo đánh bại  Tommy Paul, 6–4, 1–6, 6–4

### Đơn nữ
- Madison Keys đánh bại  Daria Kasatkina, 6–2, 7–6(15–13)

### Đôi nam
- Nikola Mektić /  Mate Pavić đánh bại  Ivan Dodig /  Austin Krajicek, 6–4, 6–2

### Đôi nữ
- Desirae Krawczyk /  Demi Schuurs đánh bại  Nicole Melichar-Martinez /  Ellen Perez, 6–2, 6–4